# Supercoppa turca 2019 (pallavolo femminile)
La Supercoppa turca 2019 si è svolta il 9 ottobre 2019: al torneo hanno partecipato due squadre di club turche e la vittoria finale è andata per la quarta volta, la seconda consecutiva, all'Eczacıbaşı.

## Regolamento
Le squadre hanno disputato una gara unica.

## Squadre partecipanti
| Squadra    | Qualificazione                      | Ultima partecipazione |
| ---------- | ----------------------------------- | --------------------- |
| VakıfBank  | Vincitrice Sultanlar Ligi 2018-2019 | Supercoppa turca 2018 |
| Eczacıbaşı | Vincitrice Coppa di Turchia 2018-19 | Supercoppa turca 2018 |

## Torneo
| 9 ottobre 2019 İzmir Atatürk Spor Salonu, Smirne Durata: 2h:20 - Spettatori: 4 500 | VakıfBank | 2 - 3 | Eczacıbaşı | 14-25, 21-25, 27-25, 25-20, 11-15 |